# Eric Darnell
Eric Darnell (Prairie Village, 21 agosto 1961) è un regista, sceneggiatore, compositore, doppiatore e animatore statunitense conosciuto per aver co-diretto Z la formica, Madagascar e Madagascar 2.
Co-creatore della saga di Madagascar, nonché della serie televisiva I pinguini di Madagascar, Darnell ha esordito dirigendo il video dei R.E.M. Get Up per poi lavorare alla Pacific Data Images come ricercatore e, in seguito alla fusione con la DreamWorks Animation, come regista su pellicole come Z la formica e Madagascar.

## Filmografia

### Regista
- Get Up - videoclip (1989)
- Z la formica (ANTZ), co-diretto con Tim Johnson (1998)
- Madagascar, co-diretto con Tom McGrath (2005)
- Madagascar 2 (Madagascar: Escape 2 Africa), co-diretto con Tom McGrath (2008)
- Madagascar 3 - Ricercati in Europa (Madagascar 3: Europe's Most Wanted), co-diretto con Tom McGrath e Conrad Vernon (2012)
- I pinguini di Madagascar (The Penguins of Madagascar), co-diretto con Simon J. Smith (2014)

### Sceneggiatore
- Madagascar, regia di  Eric Darnell e Tom McGrath (2005)
- Madagascar 2 (Madagascar: Escape 2 Africa), regia di Eric Darnell e Tom McGrath (2008)
- Buon Natale, Madagascar! (Merry Madagascar), regia di David Soren (2009)
- Madagascar 3 - Ricercati in Europa (Madagascar 3: Europe's Most Wanted), regia di Eric Darnell, Tom McGrath e Conrad Vernon (2012)

### Doppiatore
- Z la formica (1998)
- Madagascar (2005)
- Madagascar 2 (2008)
- Madagascar 3 - Ricercati in Europa (2012)

### Produttore
- I pinguini di Madagascar (The Penguins of Madagascar), co-diretto con Simon J. Smith (2014)